# Каукауна (містечко, Вісконсин)
Каукауна (англ. Kaukauna) — місто (англ. town) в США, в окрузі Автаґемі штату Вісконсин. Населення — 1306 осіб (2020).

## Демографія
Згідно з переписом 2010 року, у місті мешкало 1238 осіб у 435 домогосподарствах у складі 345 родин. Було 450 помешкань
Расовий склад населення:
| - 98,1 % — білих - 0,7 % — чорних або афроамериканців - 0,2 % — корінних американців - 0,2 % — азіатів |

До двох чи більше рас належало 0,4 %. Частка іспаномовних становила 0,6 % від усіх жителів.
За віковим діапазоном населення розподілялося таким чином: 26,7 % — особи молодші 18 років, 63,6 % — особи у віці 18—64 років, 9,7 % — особи у віці 65 років та старші. Медіана віку мешканця становила 40,6 року. На 100 осіб жіночої статі у місті припадало 98,4 чоловіків;  на 100 жінок у віці від 18 років та старших — 104,3 чоловіків також старших 18 років.
Середній дохід на одне домашнє господарство  становив 95 311 долар США (медіана — 77 917), а середній дохід на одну сім'ю — 108 659 доларів (медіана — 95 476). Медіана доходів становила 52 813 долари для чоловіків та 47 222 долари для жінок. За межею бідності перебувало 3,9 % осіб, у тому числі 0,0 % дітей у віці до 18 років та 10,5 % осіб у віці 65 років та старших.
Цивільне працевлаштоване населення становило 636 осіб. Основні галузі зайнятості: виробництво — 19,5 %, будівництво — 15,9 %, освіта, охорона здоров'я та соціальна допомога — 14,8 %.